# Acalypha leptomyura
Acalypha leptomyura é uma espécie de flor do gênero Acalypha, pertencente à família Euphorbiaceae.